# Супин
Супи́н — индоевропейская форма отглагольного имени (в винительном падеже; она была и в праславянском, сейчас есть в лужицких и словенском языках, реликтово — в чешском, из романских языков сохранилась только в румынском языке). Супин означает цель, употребляется обычно при глаголе движения.
Например: лат. eō dormītum «я иду, чтобы спать», праславянское *jьdǫ sъpatъ при инфинитиве *sъpati. То есть слово «спать» в этом примере в случае наличия в языке супина должно быть именно в его форме, а не в инфинитиве, как в современном русском языке. В некоторых северных говорах русского языка после глаголов движения существует так называемый «твердый» инфинитив, который, скорее всего, является формой супина: иду спат ~ инф. спать.
В латинском языке, помимо общеиндоевропейского супина, был также supinum II на -tu (по происхождению аблатив от имени на -tu-), употреблявшийся только в некоторых устойчивых выражениях: horribile dictu «страшно сказать», а также на -tui (датив): aqua potui jucunda «вода, пригодная для питья».
В латышском супин оканчивался, а в некоторых говорах до сих пор оканчивается на «-tu» (<< -tuN), например: ēstu. Со временем в большинстве говоров гласный «-u» отпал, и сейчас супин совпадает с инфинитивом, например: ēst (есть, кушать). Различие между супином и инфинитивом сохранилось лишь в произношении — инфинитив произносится с узким «e [e]» или «ē [e:]», а супин — с широким «e [æ]» или «ē [æ:]» (в современной латышской орфографии звуки [e(:)]/[æ(:)] не различаются на письме, хотя и функционируют как отдельные фонемы). Таким образом, письменная форма «ēst» произносится [e: st] в инфинитиве и [æ:st] в супине.
В современном литовском языке супин образуется с помощью окончания «-tų [tu:]». Так как литовское сослагательное наклонение восходит к аналитическим конструкциям, состоящим из супина и вспомогательного глагола «būti (быть)» в особой форме (который отпал в 3-м лице), в современном языке супин совпадает с формой третьего лица сослагательного наклонения: «jis artų (он бы пахал) — jis eina artų (он идет пахать)». В современном разговорном литовском супин употребим лишь в некоторых говорах и считается архаичной формой в литературном языке (как и дуалис). Вместо супина в Литве в речи и на письме употребляют инфинитив: «jis eina arti». О супине напоминает лишь то, что объект такого глагола всегда стоит в родительном, а не винительном падеже. Например, конструкция с супином может выглядеть так: «jis eina knygos skaitytų — он идет читать книгу». Объект супина: книга — стоит в род. падеже. При замене супина инфинитивом объект все равно остается в род. падеже: «jis eina knygos skaityti». При этом просто «читать книгу» будет «skaityti knygą».
В современном шведском языке термин «супин» употребляется не для старой формы супина, а для особой инновативной формы, восходящей к форме причастия прошедшего времени среднего рода (в отличие от последнего, шведский супин имеет другую огласовку суффикса в четвёртом спряжении { -it ~ -et } и употребляется только в аналитических формах прошедшего времени, напр. jag har tagit — я взял).